# Лінда Штайнер
Лінда Штайнер (англ. Linda Steiner, нар. 3 січня 1950) —  професор в Коледжі журналістики Філіп Меррілл, Мерілендський університет. Вона також є головною редакторкою журналу Монографії журналістики та комунікації, і перебуває в раді редакторів журналу Критичні дослідження медіа комунікації.

## Освіта
Лінда Штайнер отримала свій ступень в Коледж Сміт, та ступінь доктора наук (1979) в Іллінойському університеті в Урбана-Шампейн. Її докторську дисертацію 1979 р. Суфражистська преса 1850-1900 років: культурний аналіз можна знайти тут.

## Кар'єра
Лінда Штайнер була професоркою та завідувачкою кафедри в Рутгерському університеті. Також була президентом Асоціації з освіти в галузі журналістики та масових комунікацій з 2011 по 2012.

## Феміністична теорія медіа
Феміністична теорія медіа послуговується теорією фемінізму. Це означає, що феміністична теорія медій застосовує принципи, філософію і концепти фемінізму до таких медіа процесів як найм, виробництво та розподіл; до шаблонів репрезентації різних сторін-учасників процесів в новинах та розважальних медіа матеріалах; до того, які матеріали редакція приймає і вважає достойними публікування. На відміну від інших підходів, які приховують свої політичні погляди та репрезентують себе як «об’єктивні» та незаангажовані, феміністичне теоретизування є неприховано політичним і стосується влади. Феміністична теорія медіа визнає гендер як фактор, що структурує ідентичність та досвід, на ряду з іншими ознаками, такими як раса, клас, стан здоров’я, національність та сексуальна орієнтація, враховуючи відносини домінування та підпорядкування, які «вмонтовані» в ці категорії.
Проблеми відтворення та створення реальності у медіа є ключовими для фемінізму, доводить Л.Штайнер. Завдяки феміністичному руху відбулися значні зміни у репрезентації жінок у медіа, що викликало жваві дискусії у суспільстві. Проте залишаються питання щодо того, які репрезентації є прогресивними, а які лише замаскованими версіями традиційного сексизму, чи взагалі антифеміністичні. Феміністична теорія медіа не є повністю сформованою, вона часто відстає від тих фемінізмів та підходів, які виникають останнім часом.

## Історія активізму за феміністичний підхід у медіа
Найбільш ймовірно, що феміністичні дослідження історії медіа починаються із атаками Бетті Фрідан 1963 року на популярні жіночі журнали (редакторами яких були чоловіки) за їхнє повсюдне нав’язування ідеї «загадки жіночності». Прихованою основою матеріалів цих журналів була ідея, що жінки, котрі працюють, нещасливі та невротичні, і вони можуть бути щасливими лише в ролі вірних та відданих домогосподарок, дружин та матерів.
Донна Аллен, активістка за мир і права людини, заснувала Жіночий інститут свободи преси (WIFP). Інформаційний бюлетень WIFP повідомляв про судові позови проти новинних організацій, проблеми ліцензій на мовлення та інші про інші політичні та юридичні зусилля. У 1977 році Д.Аллен і її донька Дана Денсмор (Dana Densmore) створили маніфест, в якому закликали до створення радикальної і феміністичної філософії комунікації, яка буде «м’якою та мирною, поважати всіх людей та політично рівноправною» 
Прогрес жіночого руху та зростання його могутності вимагали медіа, редакторками та журналістками яких були жінки, щоб виправити медіареальність, які раніше створили чоловіки, в якій був акцент на жорстокості, насильстві та сексі. Д.Аллен та її друга дочка Марта Леслі Аллен (Martha Leslie Allen) визначили три основні принципи феміністичного журналізму:
- Ніколи не атакувати і не використовувати лексику, яка засуджує чиїсь дії. Уникати оцінкових суджень в категоріях «добро - зло»;
- Привілей фактів над судженням: «Висновки без фактів дозволяють нам бути байдужими, безсилими і залежати від прийняття рішень іншими");
- Потрібно дозволити людям говорити самим за себе, тобто те, що «чоловіча журналістика» відмовлялася робити.

Натхенні ідеями ліберального фемінізму (ідеєю про те, що ірраціональні упередження та стереотипи щодо жінок в результаті вплинули на відмову жінкам у рівних правах із чоловіками), вчені та організації у 1970х роках почали збирати емпіричні дані про нереалістичні «сексуальні ролі» та недопредставленість жінок на телебаченні та у фільмах.
У 1977 році Комісія США з громадянських прав звітувала про недопредставленість жінок та людей кольору в теледрамах і новинах у прайм-тайм. Звіт показав, що обидві групи висвітлені стереотипно і скаржаться на невидимість у медіа. Загалом, контент-аналіз медіа показав і причину (сексизм і, відповідно, нестачу жінок у роботі з медіа) та ефект (зниження самооцінки споживачок медіа). 
Підсумовуючи, центральними припущеннями феміністичної теорії медіа під час другої хвилі фемінізму були наступні, які можна назвати «3R»: зображення жінок (і дівчат) у медіа є результатом (result), відображенням (reflect) і відтворенням (reproduce) домінуючих ідеологій.
Репрезентації жінок у медіа відтворювали і закріплювали соціальні ролі, обмежені расовою та етнічною приналежністю, статтю та класом, тому феміністки були стурбовані тим, що жінки засвоюють ці патерни, що надалі можуть впливати на відчуття і бачення життєвих шансів та можливостей. Навіть якщо жінки шукатимуть нетрадиційної кар'єри, чоловіки будуть створювати до цього перешкоди.
Серед внутрішніх протиріч феміністичної теорії медіа можна виокремити те, що вона мала припущення, що жінки (потенційно всі, хоча жінки кольору були особливо вразливими до негативних і обмежуючих стереотипів) однаково зазнали шкоди від стереотипного та обмежуючого набір соціальних ролей медіаконтенту. Теорія також передбачала, що жінки, найняті медіаорганізаціями, будуть виробляти більш "реалістичний" і "позитивний" контент. Єдиними винятками тут були жінки в галузі реклами. Жодна жінка, залучена до рекламної індустрії, не могла протистояти попиту на сексуалізацію та об'єктивацію (часто, це проявлялося у розділення жіночого тіла на частини: губи, груди, ноги) для задоволення чоловіків-споживачів. Це протиріччя проявилося тому, що жінки, які виховувалися у патріархальному суспільстві, засвоїли ці ж самі цінності та норми, образи і гендерні ролі, які вони бачили у медіа раніше, і, часто не свідомо, продовжували їх відтворювати. Проте про цю проблему почали говорити, отже, з’явилося більше шансів на її дослідження, розуміння, критику та вироблення відповідних програм і політик.
Дослідники в Англії, особливо Група дослідження жінок (Women’s Studies Group, 1978) при Бірмінгемському університеті, вивчали культурний досвід жінок; їх увага до того, як культурні сфери стають гендерованими, стала причиною продовження проведення досліджень «жіночих» жанрів. Теоретики феміністичних фільмів сфокусовані на тому, як структурні і наративні стратегії керують глядачами залежно від їх гендеру, конструюють образ жінки як Іншої. Лора Малві використала психоаналітичну теорію для того, щоб описати, як голлівудські фільми знято і структуровано з перспективи чоловіків.
Багато з ранніх (а також пізніх) робіт щодо репрезентації жінок у новинах та розважальних медіа, були кількісними. Дослідники рахували, скільки адвокатів, лікарів чи поліцейських на телебаченні були жінками; скільки є героїнь у дитячих шоу; як багато із людей на обкладинках є жінками. Проте такий підхід був широко розкритикований феміністками, адже числа не відображають спосіб висвітлення цих жінок. У 2002 році Національна Організація жінок, заснована Бетті Фрідан, запустила підрахунок кількості контенту, в якому транслюються сексистські, гетеронормативні та расистські міфи. До них належать міфи про те, що чоловіки керують світом, а також про те, що молоді, стрункі, сильні та сміливі жінки експлуатують свою сексуальність.
Л.Штайнер робить висновок, що для практичного застосування феміністичної теорії медіа було зроблено набагато менше зусиль, аніж для її академічного розвитку.

## Нагороди
- 2012 Видатна жінка року в галузі журналістики та масової комунікації.[6]

### Книжки
- Steiner, Linda (1979). The women's suffrage press, 1850-1900: a cultural analysis (Дипломна робота). Іллінойський університет в Урбана-Шампейн. OCLC 6416880.
- Steiner, Linda; Chambers, Deborah; Fleming, Carole (2004). Women and journalism. London New York: Routledge. ISBN 9780203500668.
- Steiner, Linda; Carter, Cynthia (2004). Critical readings: media and gender. Maidenhead: Open University Press. ISBN 0335210988.
- Steiner, Linda; Carter, Cynthia; McLaughlin, Lisa (2015). The Routledge companion to media & gender. London New York: Routledge. ISBN 9781138849129.

### Розділи книг
- Steiner, Linda; Eckert, Stine (2013), Wikipedia's gender gap, у Armstrong, Cory L. (ред.), Media disparity: a gender battleground, Lanham, Maryland: Lexington Books, с. 87—98, ISBN 9780739181874.
- Steiner, Linda (2014), Sandra Harding: the less false accounts of feminist standpoint epistemology, у Hannan, Jason (ред.), Philosophical profiles in the theory of communication, New York: Peter Lang, с. 261—289, ISBN 9781433126345.
- Steiner, Linda (2014), Feminist ethics and global media, у Fortner, Robert S.; Fackler, P. Mark (ред.), The handbook of global communication and media ethics, Chichester Malden, Massachusetts: Wiley-Blackwell, с. 171—192, ISBN 9781118721377.

Also as: doi:10.1002/9781444390629.ch10
- Steiner, Linda (2014), Feminist media theory, у Fortner, Robert S.; Fackler, P. Mark (ред.), The handbook of media and mass communication theory, Chichester, West Sussex, UK: Wiley, с. 359—379, ISBN 9780470675052.

Also as: doi:10.1002/9781118591178.ch20
- Steiner, Linda (2015), Glassy architectures of journalism, у Steiner, Linda; Carter, Cynthia; McLaughlin, Lisa (ред.), The Routledge companion to media & gender, London New York: Routledge, с. 620—631, ISBN 9781138849129.

### Статті в журналах
- Steiner, Linda (September 1988). The role of readers in reporting texts. Journalism & Mass Communication Quarterly. Sage. 65 (3): 642—647. doi:10.1177/107769908806500312.{{cite journal}}:  Обслуговування CS1: Сторінки зі значенням параметра postscript, що збігається зі стандартним значенням в обраному режимі (посилання)
- Steiner, Linda (1989). Feminist theorizing and communication ethics. Communication. Gordon & Breach. 12 (3): 157—173.{{cite journal}}:  Обслуговування CS1: Сторінки зі значенням параметра postscript, що збігається зі стандартним значенням в обраному режимі (посилання)
- Steiner, Linda(editor); Fejes, Fred; Petrich, Kevin (1993). Invisibility, homophobia and heterosexism: lesbians, gays and the media. Critical Studies in Mass Communication. Taylor and Francis. 10 (4): 395—422. doi:10.1080/15295039309366878.{{cite journal}}:  Обслуговування CS1: Сторінки зі значенням параметра postscript, що збігається зі стандартним значенням в обраному режимі (посилання)
- Steiner, Linda (June 2002). A editorial comment. Journalism & Mass Communication Quarterly, special issue: Mythology in Journalism. Sage. 79 (2): 270—271. doi:10.1177/107769900207900201.{{cite journal}}:  Обслуговування CS1: Сторінки зі значенням параметра postscript, що збігається зі стандартним значенням в обраному режимі (посилання)
- Steiner, Linda (June 2002). The feminist cable collective as public sphere activity. Journalism. Sage. 6 (3): 313—334. doi:10.1177/1464884905054063.{{cite journal}}:  Обслуговування CS1: Сторінки зі значенням параметра postscript, що збігається зі стандартним значенням в обраному режимі (посилання)
- Steiner, Linda; Choi, Yisook; Kim, Sooah (2006). Claiming feminist space in Korean cyberterritory. Javnost - The Public: Journal of the European Institute for Communication and Culture. Taylor and Francis. 13 (2): 65—84. doi:10.1080/13183222.2006.11008913.{{cite journal}}:  Обслуговування CS1: Сторінки зі значенням параметра postscript, що збігається зі стандартним значенням в обраному режимі (посилання)
- Steiner, Linda; Haas, Tanni (May 2006). Public journalism: a reply to critics. Journalism. Sage. 7 (2): 238—254. doi:10.1177/1464884906062607.{{cite journal}}:  Обслуговування CS1: Сторінки зі значенням параметра postscript, що збігається зі стандартним значенням в обраному режимі (посилання)
- Штайнер, Linda (March 2008). A manifesto for a genderless feminist critique. Communication, Culture & Critique. Wiley. 1 (1): 8—19. doi:10.1111/j.1753-9137.2007.00002.x. Архів оригіналу за 14 червня 2020. Процитовано 3 грудня 2017.{{cite journal}}:  Обслуговування CS1: Сторінки зі значенням параметра postscript, що збігається зі стандартним значенням в обраному режимі (посилання)
- Steiner, Linda (July 2012). Failed theories: explaining gender difference in journalism. Review of Communication. Taylor and Francis. 12 (3): 201—223. doi:10.1080/15358593.2012.666559.{{cite journal}}:  Обслуговування CS1: Сторінки зі значенням параметра postscript, що збігається зі стандартним значенням в обраному режимі (посилання)
- Steiner, Linda; Guo, Jing; McCaffrey, Raymond; Hills, Paul (August 2012). The Wire and repair of the journalistic paradigm. Journalism. Sage. 14 (6): 703—720. doi:10.1177/1464884912455901.{{cite journal}}:  Обслуговування CS1: Сторінки зі значенням параметра postscript, що збігається зі стандартним значенням в обраному режимі (посилання)
- Steiner, Linda; Eckert, Stine (October 2013). (Re)triggering backlash: responses to news about Wikipedia’s gender gap. Journal of Communication Inquiry. Sage. 37 (4): 284—303. doi:10.1177/0196859913505618.{{cite journal}}:  Обслуговування CS1: Сторінки зі значенням параметра postscript, що збігається зі стандартним значенням в обраному режимі (посилання)
- Steiner, Linda; Lokot, Tetyana; Prado, Antonio; Xu, Boya (Spring 2015). Research in depth: news magazine coverage of the Petraeus/Broadwell affair: the disjunction between power and agency. Media Report to Women. Communication Research Associates. 43 (2): 6—21. Архів оригіналу за 24 жовтня 2015. {{cite journal}}: Cite має пустий невідомий параметр: |df= (довідка)Обслуговування CS1: Сторінки зі значенням параметра postscript, що збігається зі стандартним значенням в обраному режимі (посилання) Available at academia.edu.